# Kecerovce
Kecerovce é um município da Eslováquia, situado no distrito de Košice-okolie, na região de Košice. Tem 13,81 km² de área e sua população em 2018 foi estimada em 3.556 habitantes.

## Demografia
| Ano:        | 1994 | 2004    | 2014    | 2024    |
| ----------- | ---- | ------- | ------- | ------- |
| Broj ljudi: | 1937 | 2582    | 3283    | 4076    |
| Razlika:    |      | +33,29% | +27,14% | +24,15% |

| Ano:               | 2023 | 2024   |
| ------------------ | ---- | ------ |
| Número de pessoas: | 3973 | 4076   |
| Diferença:         |      | +2,59% |